# 永田しおり
永田 しおり（ながた しおり、1987年10月24日 - ）は、福岡県福岡市出身のハンドボール選手。現役時代は日本ハンドボールリーグのオムロン所属。元日本代表。

## 経歴
中学時代まではバレーボールやバスケットボールをしていたが、福岡女子商業高等学校からハンドボールで誘われ、「競技人口もあまり多くないし、五輪に出やすいかな」と思いハンドボールを開始。
2006年に日本ハンドボールリーグのオムロンへ加入。
2011年に行われた日韓定期戦で日本代表に初選出。同年10月にはロンドンオリンピック女子アジア予選の日本代表に選ばれ、12月には第20回女子世界選手権の日本代表に選出された。
2012年はアジア予選に引き続き、ロンドンオリンピック世界最終予選の日本代表に選出。12月には第14回女子アジア選手権の日本代表に選ばれた。
2013-14年シーズンはベストディフェンダー賞を受賞。シーズン中の2013年12月には第21回女子世界選手権の日本代表に選出された。
2015年は第15回女子アジア選手権の日本代表に選出。同年10月にはリオデジャネイロオリンピック・アジア予選の日本代表に選出された。
2016年3月はリオデジャネイロオリンピック世界最終予選の日本代表に選出。
2017年3月に第16回女子アジア選手権の日本代表に選出。同年12月には第23回女子世界選手権の日本代表に選ばれた。
2018年の第8回社会人選手権ではベストセブンを受賞した。
2021－22シーズンをもって現役を引退。

## 詳細情報

### 年度別成績
| 年      | チーム   | 試合 | フィールド 得点 | 率   | 7m   | 合計  | 警告 | 退場 | 失格 |
| ------- | -------- | ---- | --------------- | ---- | ---- | ----- | ---- | ---- | ---- |
| 2007-08 | オムロン | 2    | 1/2             | .500 | 2/3  | 3/5   | 0    | 1    | 0    |
| 2008-09 | オムロン | 3    | 1/8             | .125 | 1/2  | 2/10  | 0    | 2    | 0    |
| 2009-10 | オムロン | 15   | 16/31           | .516 | 8/13 | 24/44 | 1    | 2    | 0    |
| 2010-11 | オムロン | 15   | 19/27           | .704 | 0/0  | 19/27 | 10   | 8    | 0    |
| 2011-12 | オムロン | 15   | 24/31           | .774 | 1/1  | 25/32 | 9    | 5    | 0    |
| 2012-13 | オムロン | 15   | 11/19           | .579 | 0/0  | 11/19 | 5    | 5    | 0    |
| 2013-14 | オムロン | 16   | 47/59           | .797 | 0/0  | 47/59 | 5    | 12   | 0    |
| 2014-15 | オムロン | 17   | 43/55           | .782 | 1/1  | 44/56 | 11   | 5    | 0    |
| 2015-16 | オムロン | 10   | 26/33           | .788 | 0/0  | 26/33 | 5    | 3    | 0    |
| 2016-17 | オムロン | 18   | 35/53           | .660 | 0/0  | 35/53 | 12   | 6    | 0    |
| 2017-18 | オムロン | 24   | 57/78           | .731 | 0/0  | 57/78 | 11   | 7    | 0    |
| 2018-19 | オムロン | 24   | 38/53           | .717 | 0/0  | 38/53 | 6    | 9    | 0    |

- 各年度の太字はリーグ最高
- 2006-07年シーズン以前の成績はランニングスコアが公開されていないため省略

### タイトル・表彰

#### 日本ハンドボールリーグ
- ベストディフェンダー賞：1回 (2013年)

#### 日本選手権
- 最優秀選手賞：1回 (2016年)

#### 社会人選手権
- ベストセブン：1回 (2018年)

### 記録

#### 日本ハンドボールリーグ
- 通算200得点：2016年2月28日、対ソニーセミコンダクタ戦（諫早市中央体育館）[15]
- 通算300得点：2018年11月10日、対三重バイオレットアイリス戦（霧島市国分体育館）[16]